# Мік Бейтс (футболіст)
Мік Бейтс (англ. Mick Bates; 19 вересня 1947, Донкастер — 12 липня 2021, Лідс) — англійський футболіст, що грав на позиції півзахисника.
Виступав, зокрема, за клуб «Лідс Юнайтед».
Дворазовий чемпіон Англії. Володар Кубка Англії. Володар Суперкубка Англії з футболу.

## Ігрова кар'єра
У дорослому футболі дебютував 1962 року виступами за команду «Лідс Юнайтед», у якій провів чотирнадцять сезонів, взявши участь у 187 матчах чемпіонату. За цей час двічі виборював титул чемпіона Англії, ставав володарем Кубка Англії, володарем Суперкубка Англії з футболу.
Згодом з 1976 по 1980 рік грав у складі команд «Волсолл» та «Бредфорд Сіті».
Завершив ігрову кар'єру у команді «Донкастер Роверз», за яку виступав протягом 1980—1981 років.
Помер 12 липня 2021 року на 74-му році життя у місті Лідс.

## Титули і досягнення
- Чемпіон Англії (2):

«Лідс Юнайтед»: 1968—1969, 1973—1974
- Володар Кубка Англії (1):

«Лідс Юнайтед»: 1971–1972
- Володар Суперкубка Англії з футболу (1):

«Лідс Юнайтед»: 1969